# Manuel Villalba y Burgos

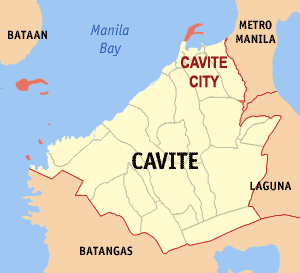
Plano delimitador actual de Cavite.

Manuel Villalba y Burgos (Villafranca de Córdoba, España, 25 de septiembre de 1845 - finales de 1921 o principios de 1922) fue un político español, diputado por el distrito de Pozoblanco en las Cortes Constituyentes de la I República española, escritor y periodista.

## Biografía
Villalba y Burgos era licenciado en derecho y ejerció la política como profesión principal. Republicano moderado en la I República española, tras la Restauración, siguiendo a Emilio Castelar, estuvo afiliado al Partido Demócrata Gubernamental, más conocido como Partido Posibilista. Participó activamente en la vida del partido en la provincia de Córdoba. 
Integrado en el Partido Liberal, el 29 de enero de 1898 fue designado por el Gobierno presidido por Sagasta para ocupar el cargo de gobernador civil del territorio de La Unión, una de las provincias de la colonia española en el archipiélago de Filipinas, situada en la costa noroeste de la isla de Luzón. No pudo tomar posesión formal de su cargo por motivo de la declaración de guerra de Estados Unidos de América a España que estalló casi el mismo instante de su llegada. 

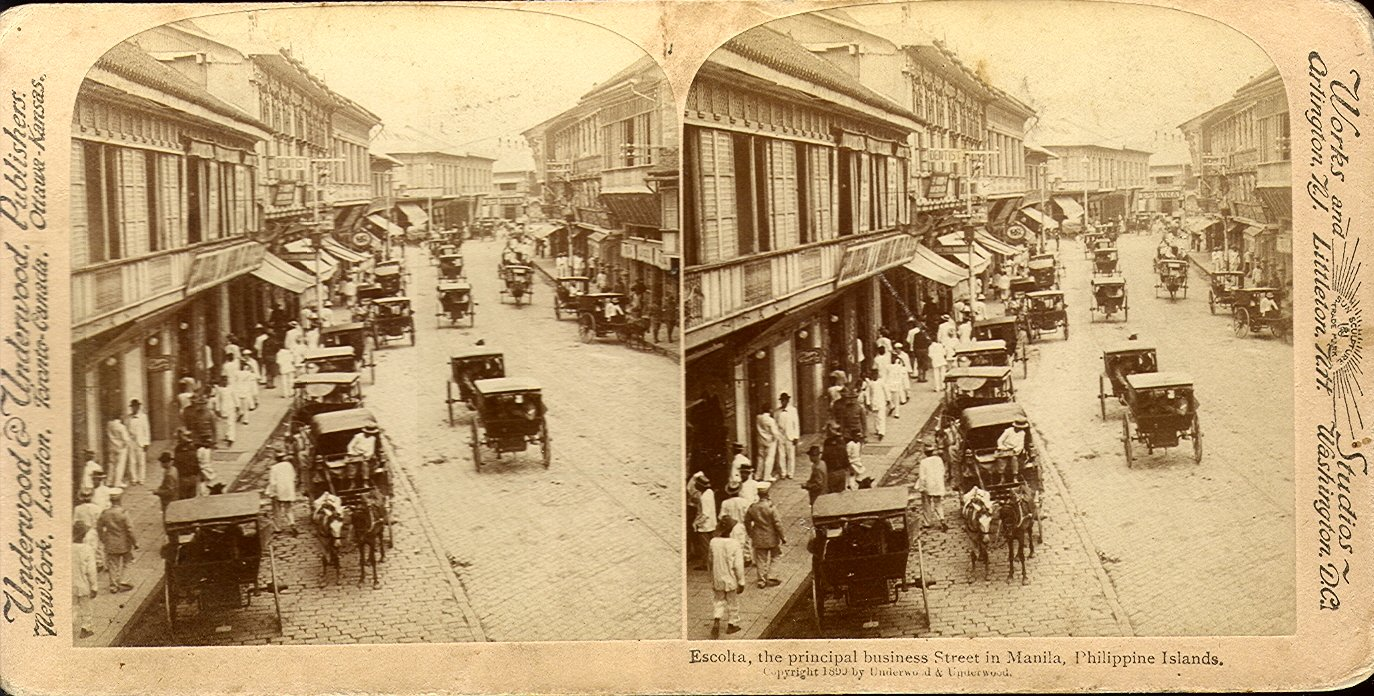
Calle de Manila en 1899.

Poco después de su desembarco en la ciudad de Manila fue testigo de la destrucción de la escuadra española en la bahía de dicha ciudad, frente al puesto de mando naval de Cavite (península existente frente a la ciudad de Manila, en el extremo occidental de la bahía), batalla desigual de la cual dio cuenta en sus crónicas periodísticas, a través de la corresponsalía informativa con el Diario de Córdoba. 
De vuelta a España, en 1907 fue designado gobernador civil de Zamora, perdiéndose luego la pista de su trayectoria personal y política, pues ni siquiera se ha llegado a conservar su expediente personal de servicios. Se estima que falleció a finales de 1921 o principios de 1922, dado que constan documentalmente las operaciones particionales de los bienes de su herencia con fecha 22 de febrero de 1922.

## Citas de sus crónicas periodísticas
En Manila, mientras esperaba el inminente bombardeo de la ciudad por Estados Unidos, Villalba y Burgos observó y analizó el origen de la situación política y social que por entonces se vivía en Filipinas. Mostró en su crónica periodística su sorpresa por la falta de construcciones defensivas de la ciudad de Manila con la cual poder hacer frente a la escuadra de la marina americana. Suya es la frase sobre la situación en que España se conduce «a una guerra inicua y desigual con el solo propósito de sacar incólume su honra». 
El 30 de abril de 1898 escribió al Diario de Córdoba, en la edición de la época, lo siguiente: 

Llenos de zozobra hemos pasado estos días al saber que la escuadra americana se dirigía hacia aquí; pero, sin embargo, llenos también de valor y dispuestos a todo porque creemos que se han tomado todas las medidas para evitar una sorpresa. Esperamos que de hoy a mañana lleguen los yanquis y, por lo tanto, muy pronto sabremos cuáles son sus intenciones y lo que podemos hacer para resistirles, aunque mucho me temo que nos suceda lo que a los franceses con los prusianos y que quizás estemos aún menos preparados o prevenidos que aquéllos

En el peor día de la batalla, el 1 de mayo de 1898, puso en su crónica lo siguiente: 

¡Qué día tan terrible el día de hoy! [...] Siete monstruos vomitaban fuego sobre Cavite y nuestra débil escuadra. Ésta, Cavite y Manila lanzaban granadas en dirección a los acorazados enemigos sin que alcanzaran a tan larga distancia, pues gracias a la previsión -en sentido irónico- de nuestros gobiernos son muy pocos los cañones de alcance que tenemos aquí... [...] Algo y alguien tiene mucha o toda la culpa de nuestra gran derrota, pero aquí echo un nudo a la lengua para desatarlo algún día, si Dios, en quien sólo confiamos, tiene decretado que volvamos al seno de una patria, tan abandonada hoy que es débil como adulada y temida fue ayer por esas grandes potencias que permiten que en el antepenúltimo año del siglo diez y nueve se perpetre tan alevoso crimen

## Obras publicadas
- De Barcelona a Filipinas: Impresiones de un viaje en 1898. Edición de Patricio Hidalgo Nuchera. Miraguano Ediciones. Madrid, 2009. ISBN 978-84-7813-337-6.